# Accademia di danza Vaganova

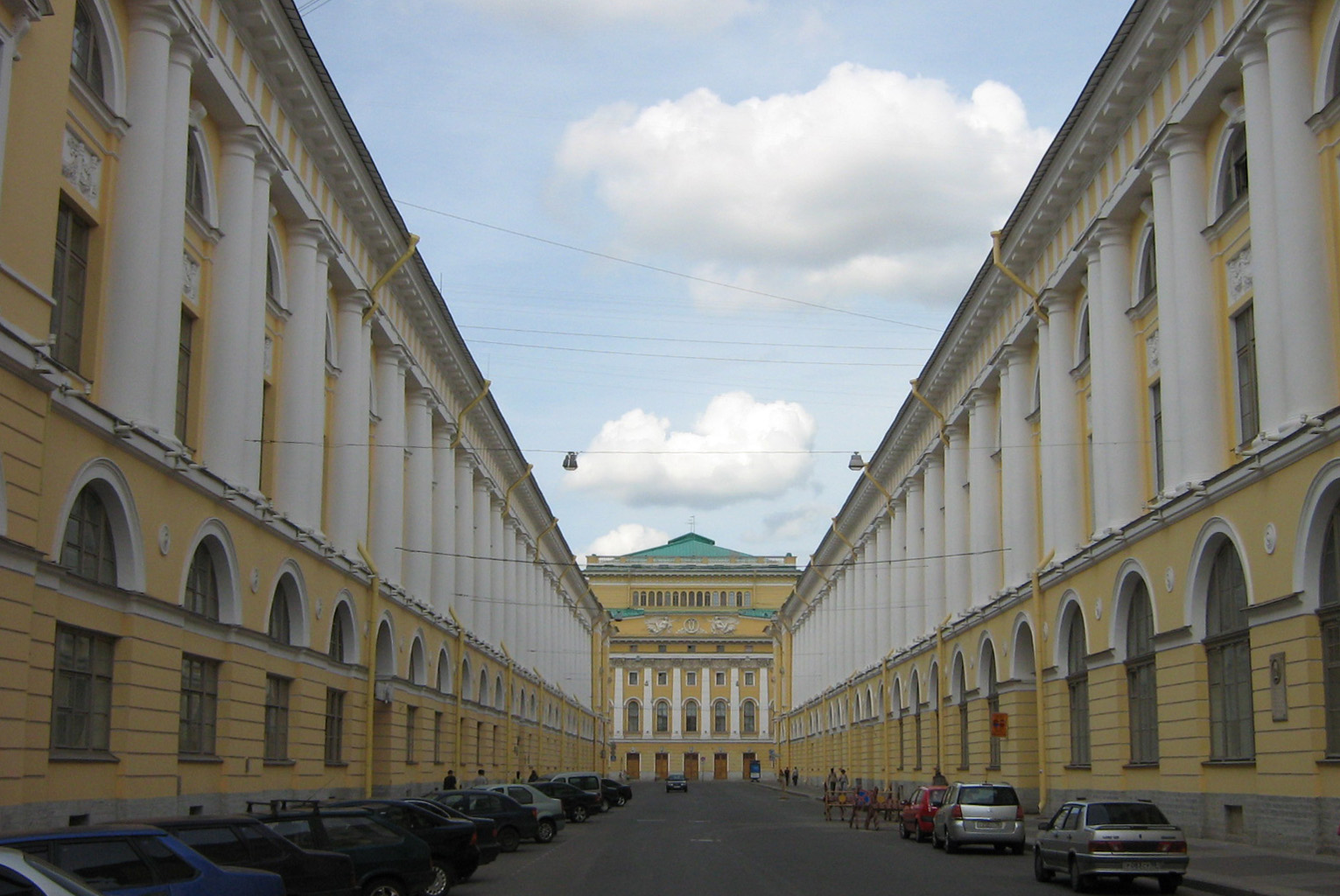
L'ingresso dell'accademia

L'accademia di danza Vaganova è una delle scuole di balletto più note al mondo. Si trova a San Pietroburgo, in Russia, ed è stata la prima scuola di danza teatrale russa. Nel 1977 è stato girato un documentario sulla scuola che ricevette una candidatura all'Oscar dal titolo The Children of Theatre Street, con la voce narrante della Principessa Grace di Monaco.
Da questa scuola sono usciti i più grandi ballerini di tutti i tempi, da Anna Pavlova a Rudol'f Nureev, da Natalija Makarova a Michail Baryšnikov, da Faruch Ruzimatov a Ul'jana Lopatkina, Diana Višneva, Igor' Zelenskij, Svetlana Zacharova, Andrian Fadeev e fra le ultime stelle nascenti si possono annoverare Alina Somova, Viktorija Terëškina e Olesja Novikova.

## Storia
L'accademia fu fondata a San Pietroburgo il 4 maggio 1738, con un decreto imperiale, dall'imperatrice Anna Ivanovna di Russia con il nome di Scuola del teatro imperiale.
Il primo insegnante della scuola fu il francese Jean-Baptiste Landé. Dopo di lui ricoprirono l'incarico: il  viennese Franz Hilverding, l'italiano Gasparo Angiolini ma soprattutto il coreografo francese Charles Didelot. Didelot giunse a San Pietroburgo da Parigi all'inizio dell'Ottocento (1801) e vi restò fino alla morte, insegnando e coreografando per oltre vent'anni. Egli contribuì in modo determinante alla formazione dei nuovi ballerini, portandoli a livelli altissimi e facendo crescere la fama della scuola russa. La prima grande ballerina da lui formata fu Avdot'ja Il'inična Istomina, una vera stella dell'epoca ma sconosciuta all'estero in quanto non uscì mai dai confini della Russia.
Altri coreografi vennero in seguito quali Jules Perrot con i suoi balletti Giselle e La Esmeralda e Arthur Saint-Léon con Coppélia e Il cavallino gobbo ma la vera svolta avvenne nel 1847, quando arrivò dalla Francia il grande Marius Petipa. Egli produsse moltissimi balletti per Balletto Imperiale, i più noti sono Il lago dei cigni, La bella addormentata, Lo schiaccianoci, Rajmonda, La Bayadère.
Nel 1957 assunse la denominazione attuale e fu intitolata ad Agrippina Vaganova.